# Pablo Mazza
Pablo Leonel Mazza (Pergamino, Provincia de Buenos Aires, Argentina; 21 de diciembre de 1987) es un futbolista argentino. Juega de delantero y actualmente juega en el Club Douglas Haig de Argentina.

## Trayectoria
Hizo las divisiones inferiores en el club Juventud de Pergamino donde llegó a debutar. Luego de mostrar un gran potencial fue pretendido por varios clubes de Argentina como Club Atlético Chacarita Juniors,Club Atlético Almirante Brown club Atlético Nueva Chicago y Club Atlético Sarmiento.
En 2007 se fue a probar a River Plate y quedó. Ese año firmó su primer contrato, y se desempeñó en la reserva, jugando poco a raíz de una lesión.
A principios de 2009, durante los primeros partidos de reserva de River Plate, se desempeñó como titular y llegó a alcanzar un muy buen nivel. Luego de una gran actuación, asistiendo a su compañero en reserva, Mauro Díaz, sufrió la fractura de un tobillo, que le demandó más de 4 meses de recuperación.
A raíz de esta lesión, y ante la imposibilidad de anotar a Rubens Sambueza por el torneo local por insuficiencia de cupos, River Plate pidió ante la AFA anotarlo en lugar del lesionado Pablo Mazza, pero la AFA le negó esa posibilidad.
Luego de recuperarse de su lesión y tomar ritmo físico y futbolístico estando a préstamo en su club de origen Juventud de Pergamino volvió a River Plate para hacer la pretemporada con el plantel de reserva. Últimamente en esta pretemporada jugó un partido de la reserva contra la Primera.
Luego de quedar fuera del plantel producto de su lesión en River, en el año 2011, es contratado por Sportivo Patria de Formosa para afrontar el Argentino B , donde jugó 9 partidos y convirtió 3 goles.
En enero del 2012, Pablo Mazza firma para Douglas Haig luego de haber quedado después de una prueba, donde debuta ante Juventud Unida Universitario de San Luis en el tan recordado equipo de Omar Jorge, ingresando en el segundo tiempo, y el equipo terminó ganando 2 a 1. A mediados del 2012 logra el tan ansiado ascenso con Douglas Haig que le permitirá al equipo de Pergamino jugar en la Primera B Nacional, torneo que otorga 3 plazas para jugar en la Primera División de Argentina. Finalmente, tras un muy buen desempeño en el club, y puesto que había rechazado la oferta que le había hecho el club griego antes del arranque de la temporada 2013-2014 de la Primera B Nacional para pelear por la permanencia del club en dicho torneo, llegó a un acuerdo con el club europeo para formar parte de ella, confirmando su gran momento futbolístico.
En 2017, tras el descenso de Douglas Haig, decide regresar a su ex club a jugar el Federal A y con el sueño de obtener nuevamente el ascenso a la segunda división del fútbol argentino.
En 2021, tras cuatro años en el Club Douglas Haig, es fichado como nuevo refuerzo del Club Sportivo Italiano , de la Primera C, cuarta división del fútbol argentino para los clubes directamente afiliados a la AFA.

## Clubes
| Club                  | País      | Año       |
| --------------------- | --------- | --------- |
| Juventud de Pergamino | Argentina | 2004-2006 |
| River Plate           | Argentina | 2007-2009 |
| Juventud de Pergamino | Argentina | 2009-2010 |
| Sportivo Patria       | Argentina | 2011      |
| Douglas Haig          | Argentina | 2012-2014 |
| Asteras Tripolis      | Grecia    | 2014-2017 |
| Douglas Haig          | Argentina | 2017-2021 |
| Sportivo Italiano     | Argentina | 2021-2022 |

- Datos: Q6056215